# Castiarina rufipes
Castiarina rufipes es una especie de escarabajo del género Castiarina, familia Buprestidae. Fue descrita científicamente por Macleay en 1863.